# Cratere Amelia
Amelia  è un cratere sulla superficie di Venere.